# ادمونتون، لندن
longitudeادمونتون، لندنlatitudeادمونتون، لندن
ادمونتون، لندن (به انگلیسی: Edmonton, London) یک شهرک در بریتانیا است که در انگلستان واقع شده‌است.

## نگارخانه

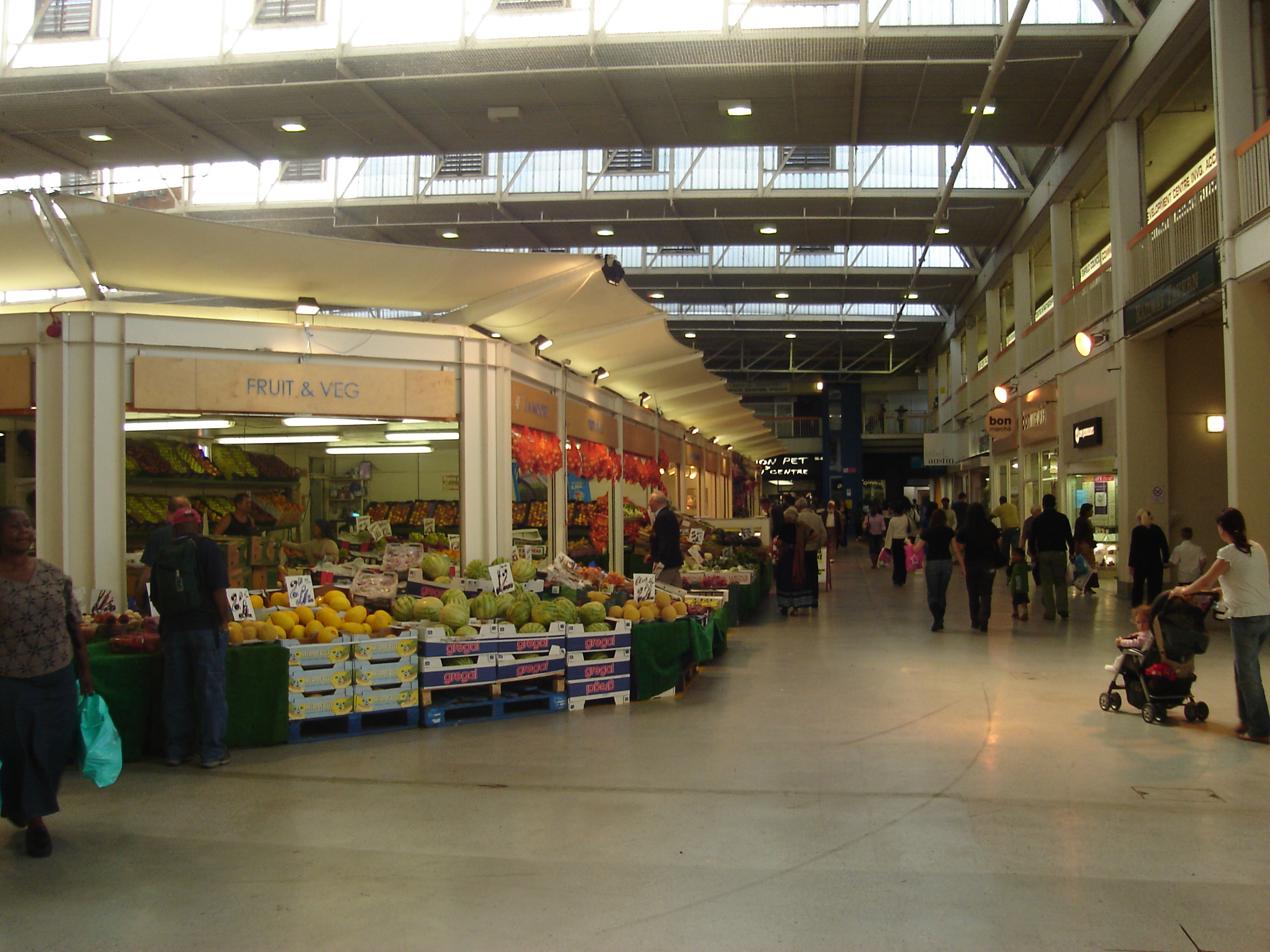
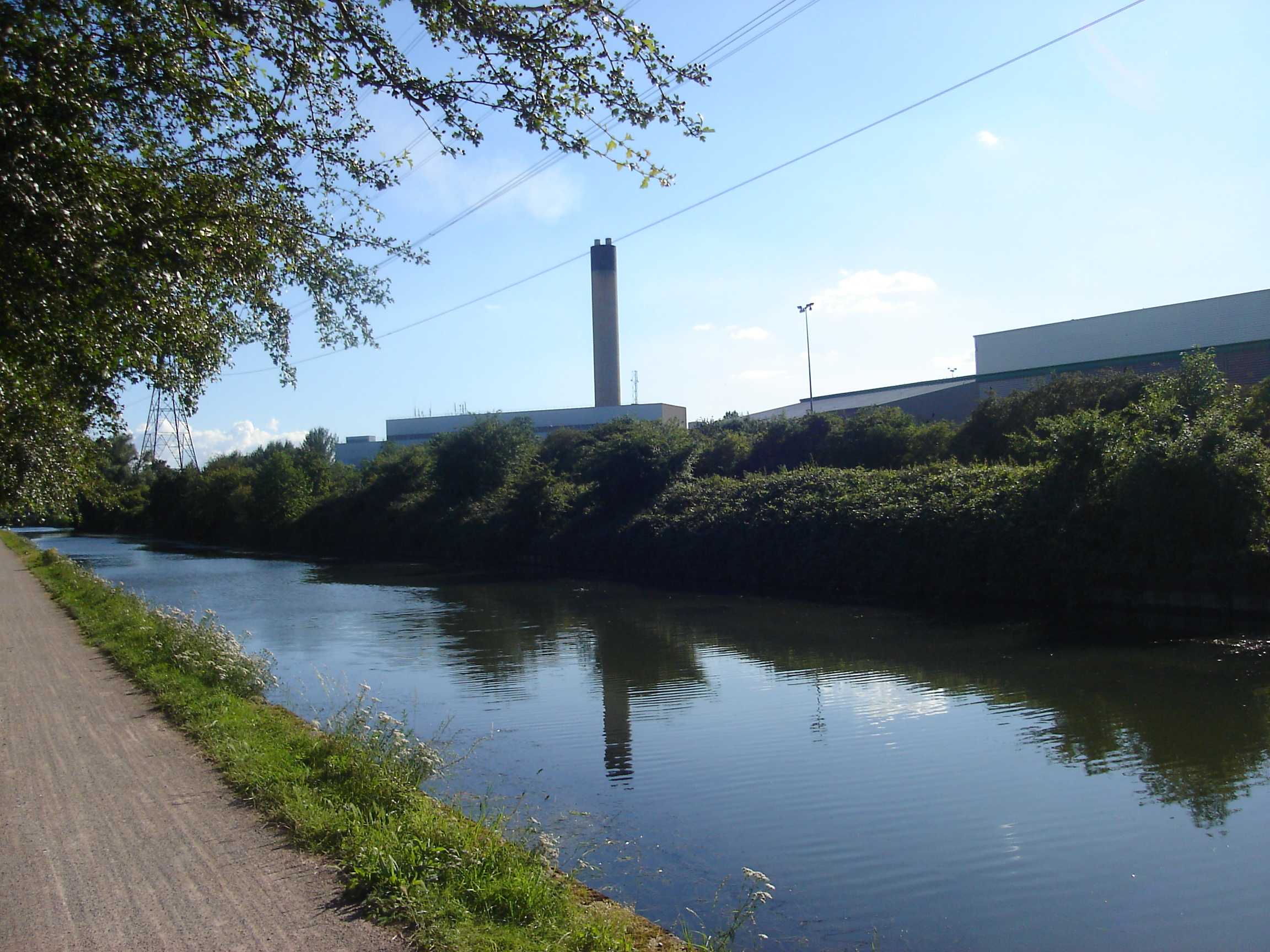
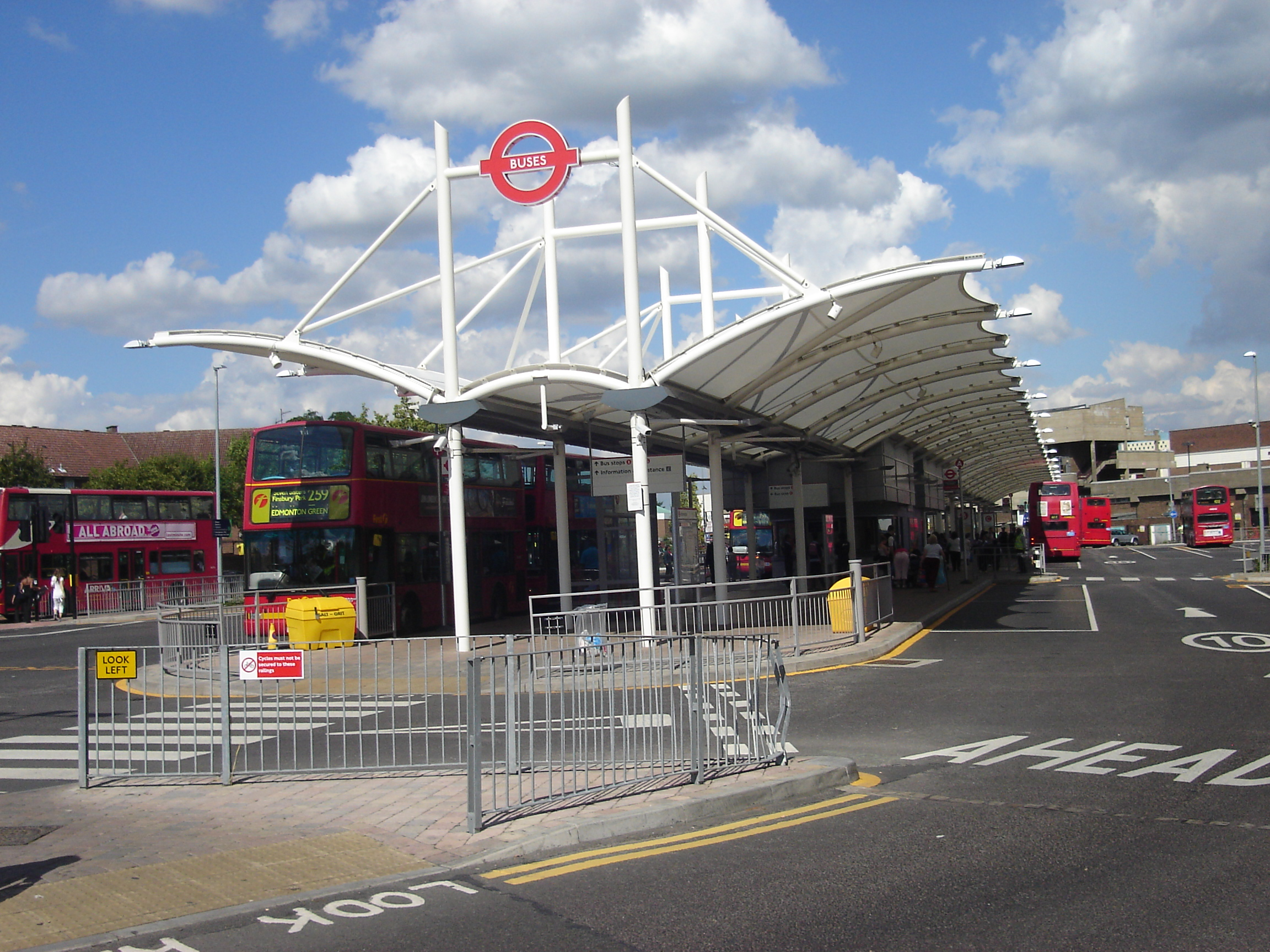

## خصوصیات
ادمونتون ۹۶٬۴۹۳ نفر جمعیت دارد.